# スイメックス
1986年設立の米国マサチューセッツに本拠を置く流水プールメーカーおよびそのブランド名である。1984年、マサチューセッツ工科大学（MIT）の2人のエンジニアが、リハビリテーションを目的とした独自の流水プールを設計製造。プールの前部に水を推進させ、深く整った流水を発生させるパドルホイール技術を発案した。その後、FRP製ヨットの考案者がこの特許技術の権利を獲得。長年培ってきたデザイン技術、そしてFRPの最先端の専門的知識をこのパドルホイールコンセプトと組み合わせSwimEx流水プールが開発された。
米国本社は現在も同じ経営陣で、「最高品質のアクアフィットネスおよびリハビリ機器の製造」に携わっている。

## 販売状況

### 世界における販売
SwimExプールは、様々なサイズ、深さ、構成の幅広いラインアップがあり、世界中のプロや大学のスポーツチームの施設や病院、理学療法施設、スポーツクラブ、そして個人住宅で利用されている。

### 日本における販売
1998年に日本の第1号となるSwimExプールが設置されて以来、阪神タイガースやソフトバンクホークス、サッカーのヴィッセル神戸などプロスポーツチーム、立命館などの大学、病院、フィットネスジムなどに設置されており、そのコンパクトさから個人住宅での需要が増えることが見込まれる。兵庫県西宮市に日本総代理店やショールームがある。

## 会社のロゴ・ブランディング
ネット上では、スイメックス以外に「スウィメックス」や「SwimEx」の表記も在る。会社ロゴは時代につれて変遷している。